# Wonder of the Seas
A Wonder of the Seas egy Oasis-osztályú üdülőhajó, amelynek tulajdonosa és üzemeltetője a Royal Caribbean International. 2019-ben kezdték építeni a franciaországi Saint-Nazaire-ben, a Chantiers de l'Atlantique hajógyárban, a Royal Caribbean Oasis osztályú üdülőhajóinak ötödik tagjaként, és 2022-ben állt szolgálatba.
236 857 bruttó tonnatartalmával a világ legnagyobb sétahajója a bruttó tonnatartalom alapján, megelőzve testvérhajóját, a szintén a Royal Caribbean International tulajdonában lévő Symphony of the Seas-t.